# ايبولوا

ايبولوا هي مدينة وعاصمة المنطقة الجنوبية،الكاميرون.